# Sada, Navarre
Sada là một đô thị trong tỉnh và cộng đồng tự trị Navarre, Tây Ban Nha. Đô thị này có diện tích là 12,6667 ki-lô-mét vuông, dân số năm 2009 là 185 người với mật độ 14,61 người/km². Đô thị này có cự ly 49,2 km so với tỉnh lỵ Pamplona.